# Jeffrey Jones
Jeffrey Jones (født 28. september 1946) er en amerikansk skuespiller. Han er kendt fra blandt andet En vild pjækkedag.

## Udvalgt filmografi
- Amadeus (1984) – Kejser Josef 2.
- En vild pjækkedag (1986) – Edward R. Rooney
- Howard: Helten over alle helte (1986) – Dr. Walter Jenning / Dark Overlord
- Beetlejuice (1988) – Charles Deetz
- Valmont (1989) – Gercourt
- Jagten på Røde Oktober (1990) – Dr. Skip Tyler
- Ed Wood (1994) – The Amazing Criswell
- Djævelens advokat (1997) – Eddie Barzoon
- Sleepy Hollow (1999) - Reverend Steenwyck
- Stuart Little (1999) - Crenshaw Little